# 伊瑟斯海林根
伊瑟斯海林根是德国图林根州的一个市镇。总面积4.14平方公里，总人口125人，其中男性60人，女性65人（2011年12月31日），人口密度30人/平方公里。